# Wilfredo Simancas
Wilfredo Simancas es un deportista venezolano que compitió en judo. Ganó dos medallas de bronce en el Campeonato Panamericano de Judo en los años 1986 y 1988.

## Palmarés internacional
| Campeonato Panamericano | Campeonato Panamericano  | Campeonato Panamericano | Campeonato Panamericano |
| Año                     | Lugar                    | Medalla                 | Categoría               |
| ----------------------- | ------------------------ | ----------------------- | ----------------------- |
| 1986                    | Salinas (Puerto Rico)    | Medalla de bronce       | –55 kg                  |
| 1988                    | Buenos Aires (Argentina) | Medalla de bronce       | –56 kg                  |